# Кюрт-дьярмат
Кюрт-дья́рмат (куртдьармат, фонетически неверное прочтение курт-гуармат, венг. Kürtgyarmat, греч. κουςτουγερμάτου) — одно из семи племён венгров, входившее в древневенгерскую конфедерацию племён эпохи завоевания родины на Дунае. Племя курт-гуармат упоминает Константин Багрянородный в его труде «Об управлении империей».
Некоторые исследователи считают Gyarmat транскрипцией названия сарматов. В историографии венгры курт-гуармат сопоставляются с башкирским племенем юрматы. В современном венгерском языке слово gyarmat означает «колония».